# Liste der Nummer-eins-Hits in Italien (1961)
Diese Liste der Nummer-eins-Hits basiert auf den Charts des italienischen Musikmagazins Musica e dischi im Jahr 1961. Es gab in diesem Jahr neun Nummer-eins-Singles.

## Singles
| ← 1960 ← | Liste der Nummer-eins-Hits in Italien (M&D) | Liste der Nummer-eins-Hits in Italien (M&D) | Liste der Nummer-eins-Hits in Italien (M&D)                                           | 1962 → |
| \| Zeitraum \| Wo. ges. \| Interpret \| Titel Autor(en) \| Zusätzliche Informationen \| \| (Zeitraum, Wochen auf Platz eins, Interpret, Titel, Autor[en], zusätzliche Informationen) \| \| \| \| \| \| ----------------------------------------------------------------------------------------- \| -------- \| ----------------- \| ------------------------------------------------------------------------------------- \| ---------------------------------------------------------------------------------------------------------------------------------------------------------------------------------- \| \| 43. Woche 1960 – 1. Woche 1961 11 Wochen \| 11 \| Mina \| Il cielo in una stanza Renato Angiolini, Gino Paoli, Mogol \| – \| \| 2.–5. Woche 4 Wochen \| 4 \| Nico Fidenco \| What a Sky Francesco Maselli, Giovanni Fusco, Giuseppe Cassia \| Mit diesem Lied aus dem Soundtrack des Films I delfini von Francesco Maselli (1960) begann Fidenco seine Karriere; die Single enthielt auch die italienische Version Su nel cielo. \| \| 6.–11. Woche 6 Wochen \| 6 \| Adriano Celentano \| 24.000 baci Pietro Vivarelli, Lucio Fulci, Adriano Celentano \| Nach dem zweiten Platz beim Sanremo-Festival 1961 stieg das Lied direkt auf Platz eins ein. \| \| 12.–14. Woche 3 Wochen \| 3 \| Pino Donaggio \| Come sinfonia Pino Donaggio \| Beim Sanremo-Festival zusammen mit Teddy Reno präsentiert, gelang dem Lied dort nur der zehnte Platz (von zwölf); es konnte allerdings die Chartspitze erreichen. \| \| 15.–19. Woche 5 Wochen \| 5 \| Connie Francis \| Jealous of You Marjorie Harper, Peppino Mendes, Vittorio Mascheroni \| Mit der englischen Version des Liedes Tango della gelosia aus dem Jahr 1930 gelang der italienischstämmigen Sängerin ein Nummer-eins-Hit. \| \| 20.–24. Woche 5 Wochen \| 5 \| Nico Fidenco \| Il mondo di Suzie Wong George Duning, Giorgio Calabrese, Mogol, Nico Fidenco, Panfilo \| Mit einer italienischen Version des Titelsongs des Films Die Welt der Suzie Wong erreichte Fidenco zum zweiten Mal in diesem Jahr die Chartspitze. \| \| 25.–37. Woche 13 Wochen \| 13 \| Nico Fidenco \| Legata a un granello di sabbia Gianni Marchetti, Nico Fidenco \| Nachdem er sich selbst an der Spitze abgelöst hatte, gelang Fidenco der dritte Nummer-eins-Hit in einem Jahr. \| \| 38.–48. Woche 11 Wochen \| 11 \| Tony Dallara \| La novia Mogol, Tony Dallara, Antonio Prieto \| Mit einer italienischen Version des Hits von Antonio Prieto erreichte Dallara die Spitze der Singlecharts. Auch Domenico Modugnos Version war erfolgreich. \| \| 49. Woche 1961 – 2. Woche 1962 6 Wochen \| 6 \| Adriano Celentano \| Nata per me Miki Del Prete, Mogol, Adriano Celentano, Mariano Detto \| Das Lied erreichte den zweiten Platz beim Wettbewerb Canzonissima 1961. \| |                                             |                                             |                                                                                       | |
| ← 1960 |                                             |                                             |                                                                                       | → 1962 → |
| Zeitraum | Wo. ges.                                    | Interpret                                   | Titel Autor(en)                                                                       | Zusätzliche Informationen |
| (Zeitraum, Wochen auf Platz eins, Interpret, Titel, Autor[en], zusätzliche Informationen) |                                             |                                             |                                                                                       | |
| 43. Woche 1960 – 1. Woche 1961 11 Wochen | 11                                          | Mina                                        | Il cielo in una stanza Renato Angiolini, Gino Paoli, Mogol                            | – |
| 2.–5. Woche 4 Wochen | 4                                           | Nico Fidenco                                | What a Sky Francesco Maselli, Giovanni Fusco, Giuseppe Cassia                         | Mit diesem Lied aus dem Soundtrack des Films I delfini von Francesco Maselli (1960) begann Fidenco seine Karriere; die Single enthielt auch die italienische Version Su nel cielo. |
| 6.–11. Woche 6 Wochen | 6                                           | Adriano Celentano                           | 24.000 baci Pietro Vivarelli, Lucio Fulci, Adriano Celentano                          | Nach dem zweiten Platz beim Sanremo-Festival 1961 stieg das Lied direkt auf Platz eins ein.                                                                                        |
| 12.–14. Woche 3 Wochen | 3                                           | Pino Donaggio                               | Come sinfonia Pino Donaggio                                                           | Beim Sanremo-Festival zusammen mit Teddy Reno präsentiert, gelang dem Lied dort nur der zehnte Platz (von zwölf); es konnte allerdings die Chartspitze erreichen.                  |
| 15.–19. Woche 5 Wochen | 5                                           | Connie Francis                              | Jealous of You Marjorie Harper, Peppino Mendes, Vittorio Mascheroni                   | Mit der englischen Version des Liedes Tango della gelosia aus dem Jahr 1930 gelang der italienischstämmigen Sängerin ein Nummer-eins-Hit.                                          |
| 20.–24. Woche 5 Wochen | 5                                           | Nico Fidenco                                | Il mondo di Suzie Wong George Duning, Giorgio Calabrese, Mogol, Nico Fidenco, Panfilo | Mit einer italienischen Version des Titelsongs des Films Die Welt der Suzie Wong erreichte Fidenco zum zweiten Mal in diesem Jahr die Chartspitze.                                 |
| 25.–37. Woche 13 Wochen | 13                                          | Nico Fidenco                                | Legata a un granello di sabbia Gianni Marchetti, Nico Fidenco                         | Nachdem er sich selbst an der Spitze abgelöst hatte, gelang Fidenco der dritte Nummer-eins-Hit in einem Jahr.                                                                      |
| 38.–48. Woche 11 Wochen | 11                                          | Tony Dallara                                | La novia Mogol, Tony Dallara, Antonio Prieto                                          | Mit einer italienischen Version des Hits von Antonio Prieto erreichte Dallara die Spitze der Singlecharts. Auch Domenico Modugnos Version war erfolgreich.                         |
| 49. Woche 1961 – 2. Woche 1962 6 Wochen | 6                                           | Adriano Celentano                           | Nata per me Miki Del Prete, Mogol, Adriano Celentano, Mariano Detto                   | Das Lied erreichte den zweiten Platz beim Wettbewerb Canzonissima 1961. |

## Jahreshitparade
| ← 1960 ← | Liste der Nummer-eins-Hits in Italien (M&D)                                                        | Liste der Nummer-eins-Hits in Italien (M&D) | Liste der Nummer-eins-Hits in Italien (M&D) | 1962 →   |
| \| Position# \| Singles \| \| --------- \| -------------------------------------------------------------------------------------------------- \| \| 1 \| Il mondo di Suzie Wong Nico Fidenco George Duning, Giorgio Calabrese, Mogol, Nico Fidenco, Panfilo \| \| 2 \| Legata a un granello di sabbia Nico Fidenco Gianni Marchetti, Nico Fidenco \| \| 3 \| Come sinfonia Pino Donaggio \| \| 4 \| Jealous of You Connie Francis Marjorie Harper, Peppino Mendes, Vittorio Mascheroni \| \| 5 \| Non esiste l’amor Adriano Celentano Ezio Leoni, Luciano Beretta, Piero Vivarelli \| \| 6 \| Exodus Ferrante & Teicher Ernest Gold \| \| 7 \| La novia Tony Dallara Mogol, Tony Dallara, Antonio Prieto \| \| 8 \| Pepito Los Machucambos Arthur Truscott, Carmen Taylor \| \| 9 \| Chitarra romana Connie Francis Bruno Cherubini, Eldo Di Lazzaro \| \| 10 \| I magnifici sette Al Caiola Elmer Bernstein \| | |                                             |                                             |          |
| ← 1960 | |                                             |                                             | → 1962 → |
| Position# | Singles                                                                                            |                                             |                                             |          |
| 1 | Il mondo di Suzie Wong Nico Fidenco George Duning, Giorgio Calabrese, Mogol, Nico Fidenco, Panfilo |                                             |                                             |          |
| 2 | Legata a un granello di sabbia Nico Fidenco Gianni Marchetti, Nico Fidenco                         |                                             |                                             |          |
| 3 | Come sinfonia Pino Donaggio                                                                        |                                             |                                             |          |
| 4 | Jealous of You Connie Francis Marjorie Harper, Peppino Mendes, Vittorio Mascheroni                 |                                             |                                             |          |
| 5 | Non esiste l’amor Adriano Celentano Ezio Leoni, Luciano Beretta, Piero Vivarelli                   |                                             |                                             |          |
| 6 | Exodus Ferrante & Teicher Ernest Gold                                                              |                                             |                                             |          |
| 7 | La novia Tony Dallara Mogol, Tony Dallara, Antonio Prieto                                          |                                             |                                             |          |
| 8 | Pepito Los Machucambos Arthur Truscott, Carmen Taylor                                              |                                             |                                             |          |
| 9 | Chitarra romana Connie Francis Bruno Cherubini, Eldo Di Lazzaro                                    |                                             |                                             |          |
| 10 | I magnifici sette Al Caiola Elmer Bernstein                                                        |                                             |                                             |          |